# オマール・ブラッドレー
オマール・ネルソン・ブラッドレー（Omar Nelson Bradley、1893年2月12日 - 1981年4月8日）は、アメリカの軍人。第二次世界大戦中に北アフリカおよびヨーロッパでアメリカ陸軍を率いた有名な野戦司令官の一人。

## 生い立ちと初期の経歴

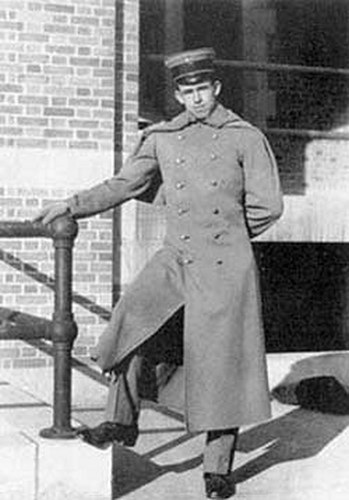
ウェストポイント時代

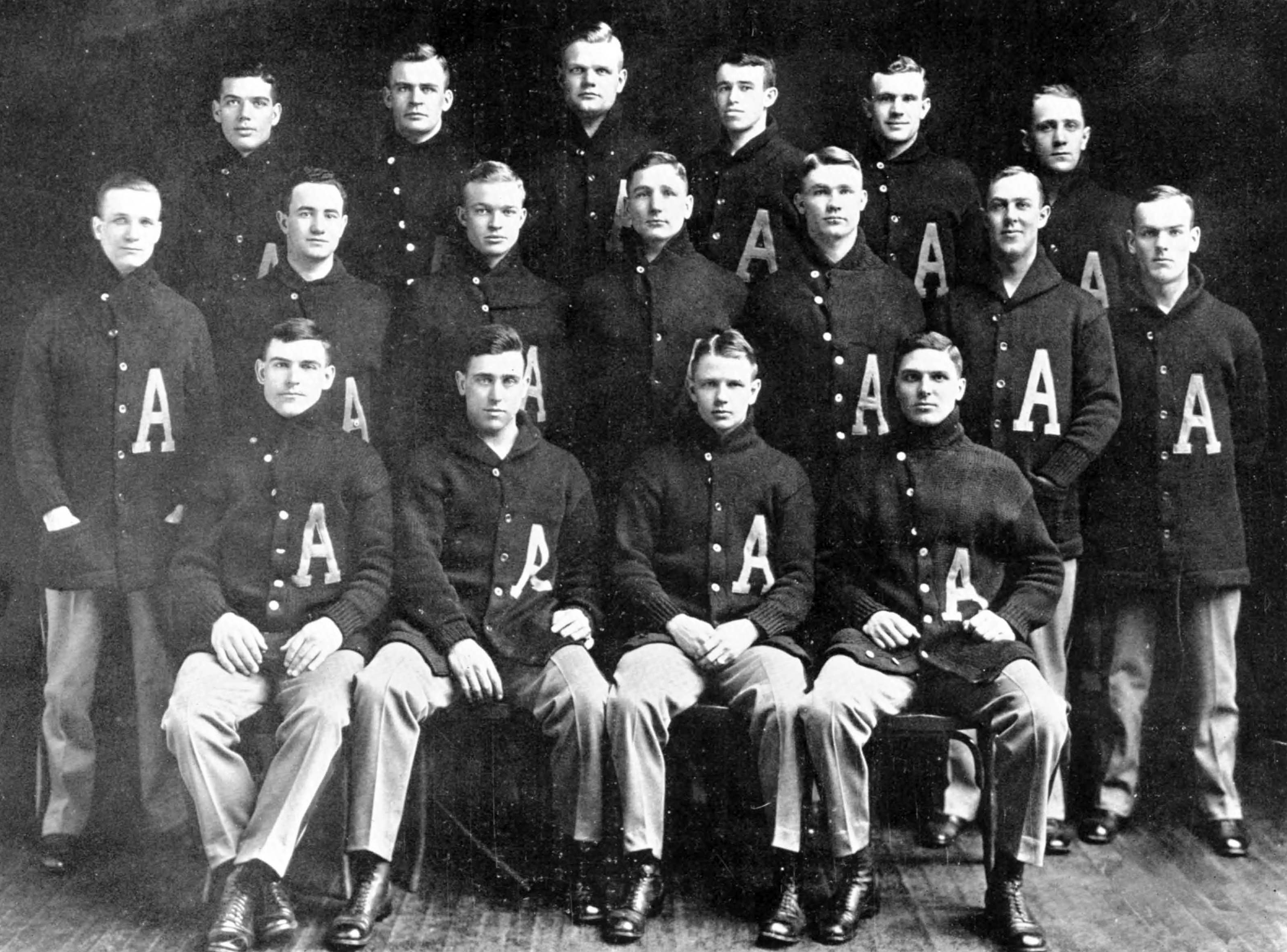
1915年のウェストポイントのレターマンの集合写真。ブラッドリーは後列右から3番目

ブラッドレーはミズーリ州ランドルフ郡の辺地、クラーク近郊で貧しい学校教師の息子として生まれた。彼は父親が勤める学校に通うが、父親は彼が9歳の時に死去した。母親はモバリーにブラッドレーと共に移り住み、そこで再婚した。ブラッドレーはモバリー高校では優等生であり、野球とフットボールのキャプテンであった。高校卒業後はウォーバッシュ鉄道で事務員として働きながら、ミズーリ大学へ進み法律を学ぶつもりでいたが、モバリーの日曜学校の教師からウェストポイントへの入学を助言された。彼は地区試験では2番目の成績であったが、首席の生徒はそれを受け入れず、ブラッドレーは首席として1911年に陸軍士官学校に入学した。ウェストポイントでは学業成績ばかりではなく、野球とフットボールでめざましい成績を上げた。3年次および4年次では国内でも指折りの大学選手として見なされた。
彼の最初の妻、メアリー・エリザベス・クエイルは故郷のモバリーで通りの向こう側に住んでいた。彼らは1916年12月28日に結婚した。
ブラッドレーは1915年にウェストポイントを卒業したが、そのクラスは将来の多くの将軍を含み後の歴史家達から"the class the stars fell on"「星が降りかかったクラス」と呼ばれた。彼の年次は結局59名の将官を輩出し、ブラッドレーとドワイト・D・アイゼンハワーが元帥まで昇進した。
ブラッドレーは歩兵として任官し、第14歩兵連隊に着任した。多くの同級生とは異なりヨーロッパでの戦闘は経験しなかったが、アメリカ本土で様々な任務を得た。着任後まもなくメキシコ国境戦役に従軍し、第一次世界大戦へのアメリカの参戦と同時に大尉に昇進、モンタナ州ビュートの銅山警備任務に配属された。
1918年8月にはヨーロッパに送られる予定の第19歩兵師団に配属されたが、インフルエンザの大流行と休戦は彼をアメリカ本土に留めることとなった。
戦間期にブラッドレーは教官として学生たちへの教授を行い、また自らも学んだ。1920年から1924年まで彼はウェストポイントで数学を教えた。1924年に少佐に昇進、ジョージア州フォートベニングで上級歩兵コースを学ぶ。ハワイでの短期の任務後に1928年から1929年までフォートレヴェンワースの参謀学校で学んだ。1929年から再びウェストポイントで教官となり、1934年に再び陸軍大学で学ぶために休暇を取った。1936年には中佐に昇進、陸軍省で勤務する。1938年からジョージ・マーシャル陸軍参謀総長の直接配下で働いた。1941年2月には大佐を飛ばして准将に昇進、フォート・ベニングの司令官に着任する。第82空挺師団に改編される前の第82歩兵師団を指揮した後、6月には第28歩兵師団長に着任した。

## 第二次世界大戦
ブラッドレーは1943年上旬まで前線での指揮を執ることができなかった。第8軍団に所属することになった師団を後任のロイド・D・ブラウンに引き継いだのち、トーチ作戦後にアイゼンハワーの前線におけるトラブルシューターとして北アフリカに派遣される。ブラッドレーの提案で、カセリーヌ峠の戦いで壊滅的な損害を受けた第2軍団は全面改組され、アイゼンハワーはジョージ・パットンを司令官として任命した。パットンはブラッドレーを自分の代理にするようアイゼンハワーに要請し認められたが、アイゼンハワーの代理としての権利もそのまま保有し続けた。
ブラッドレーは4月にパットンの後任として第2軍団司令官に着任し、チュニジア、シチリア島の戦いに従事する。中将に昇進すると、7月のハスキー作戦でドイツ軍とイタリア軍を同島から掃討した。

### ノルマンディー

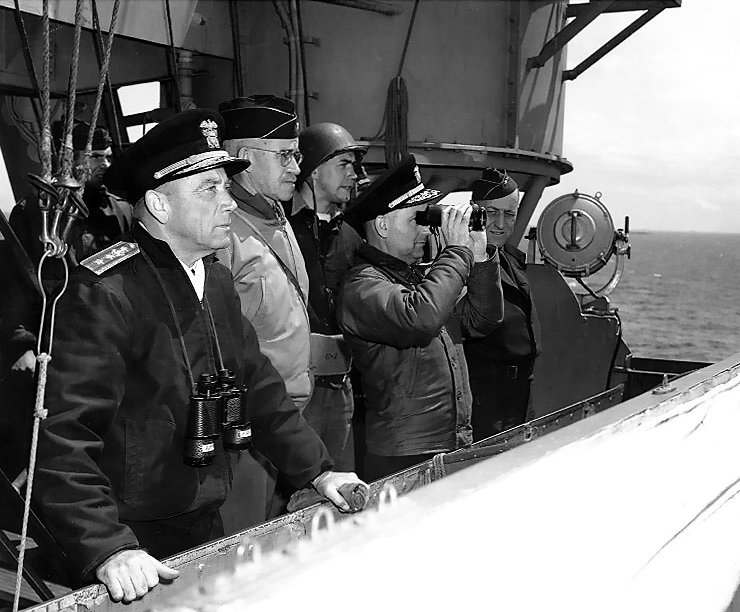
ノルマンディー上陸作戦の指揮官達と艦上で視察するブラッドレー（左から2番目）

1944年には連合軍のフランス侵攻準備のため、アメリカ陸軍最高司令官としてロンドン入りした。ノルマンディー上陸作戦当日は第1軍司令官として作戦を陣頭指揮した。第1軍はイギリス第2軍と共にバーナード・モントゴメリーの第21軍集団を形成した。
6月10日にブラッドレーはスタッフと共に司令部を設置するため海岸に上陸した。オーバーロード作戦の間、彼は3つの軍を直接指揮し、アメリカ軍担当の2つの攻撃目標、オマハ・ビーチとユタ・ビーチ攻略を行った。7月に入るとコブラ作戦を計画、ノルマンディーを足がかりとした内陸部攻略を始める。ノルマンディーでは上陸部隊の強化が続けられ、パットンの下で第3軍が形成された。第1軍はブラッドレーに代わってコートニー・ホッジスが司令官を引き継いだ。両軍は共に第12軍集団を形成し、ブラッドレーの配下となった。8月までに第12軍集団は兵力90万人以上に達し、その後1945年4月の段階では4個軍（第1、第3、第9、第15軍）、12個軍団、48個師団という大編成となり、その兵力は約130万人に達した。これは、一人の軍人が指揮する部隊の兵力としてはアメリカ陸軍史上最大であり、その後も記録は破られていない。
ブラッドレー最大の勝利は堅固なドイツ軍の抵抗に直面したときに到来した。ブラッドレーは航空機からの大型爆弾による敵歩兵部隊への攻撃を要請し、コブラ作戦下の7月21日に実際に使用した。地上軍進撃前に短時間の徹底的な爆撃を行い、部隊の進撃を遅らせるような瓦礫やクレーターを生じさせないようにした。爆撃はドイツ軍の通信を分断し混乱させ、連合軍の攻勢を切り開いた。ブラッドレーは3つの歩兵師団（第9、第4、第30）を爆撃地点の背後に派遣し、部隊はドイツ軍の防衛線の突破に成功した。しかしながら上級将校を含む数百名のアメリカ兵が爆撃による犠牲となり、歩兵による地上作戦に重爆撃機を使用することは繰り返されなかった。

### ファレーズ・ポケット
ブラッドレーの重大な誤りは「ファレーズ・ギャップ」を閉じなかったことであった。ドイツ軍はアメリカ軍部隊の分断を狙ってリュティヒ作戦を行い、ブラッドレーの軍集団はファレーズ・ポケットを形成、ドイツ第7軍と第5装甲軍を包囲した。1944年8月13日、ブラッドレーはパットン配下の第XV軍団を、南に移動しているカナダ軍部隊から25マイルの地点で停止させた。結果として連合軍はアルジャンタン＝ファレーズ・ポケットを閉じることができず、約24万名のドイツ軍将兵および3万の車両が脱出に成功した。用心深すぎたブラッドレーはドイツ軍の大半が既に脱出したと仮定し、過度にドイツ軍の反撃を恐れていた。後にこれが誤りであったことを認めたものの、彼は上官のモントゴメリーをアイゼンハワー同様に、カナダ軍部隊の移動が遅すぎたとして非難した。ブラッドレーは連合軍の航空部隊がドイツ軍の昼間の活動を停止させる有効性を過小評価していた。その結果、反撃の危険性が高まることとなった。ヒトラーは8月16日まで部隊の撤退を許可しなかったため、攻撃の機会は存在した。大局的見地から見ると、ブラッドレーはモントゴメリーと共に10週間で強力な防衛陣地を保持するドイツ軍部隊を撃破し、ドイツ国内に押し戻すこととなった。

### マーケット・ガーデン作戦
アメリカ軍は9月の下旬にジークフリート線に達した。これは連合軍高官にとって予想外の成果であった。彼らはドイツ国防軍がフランス国内河川に沿って自然の防衛線を形成しているものと考え、連合軍部隊の予想外の進出に対して補給線の準備を怠っていた。そのため燃料の不足が生じることとなった。
アイゼンハワーは戦略方針の決定に直面していた。ブラッドレーはザールラント州への進出もしくは同州とルール地方への進出を支持し、モントゴメリーはラインの下流域でドイツ国境を突破し、ルール工業地帯を打通することでドイツの継戦能力を破壊することを主張した。モントゴメリーの要求する規模での攻勢を行うことは許可されなかったものの、ジョージ・マーシャルとヘンリー・アーノルドがライン川越えに第1空挺軍の投入を切望したため、アイゼンハワーはマーケット・ガーデン作戦の決行に同意した。ブラッドレーはモントゴメリーに与えられた物資の優先権についてアイゼンハワーに異議を申し立てたが、アイゼンハワーはイギリス国内世論を考慮してブラッドレーの抗議を保留した。
ブラッドレーの空挺軍はオランダからロレーヌまでの非常に広大な丘陵地帯をカバーすることとなった。連合軍最大の部隊を指揮したものの、それは非常に困難な任務であった。ホッジスの第1軍はアーネムで困難に直面し、ヒュルトゲンの森の戦いで24,000名の死傷者を生じた。更に南ではパットンの第3軍がメッツ周辺でドイツ軍の抵抗に遭い勢いを失った。ブラッドレーはこの2つの戦闘に焦点を合わせたものの、ドイツ軍は部隊を整え攻勢のため部隊と物資を集中させた。

### バルジの戦い
ブラッドレーの補給に関する抗議で、第1軍は再び一時的にモントゴメリーの第21軍集団の配下となった。近代戦における先例のない動きで、パットン麾下の第3軍はザールラントでの戦闘から離脱し、前線から90 mi (140 km)の地点に移動、バストーニュの包囲を破るためにドイツ軍の南側面を攻撃した。
なお、ドイツ軍のグライフ作戦（武装親衛隊の部隊がアメリカ軍の軍服を着て後方撹乱する）に対抗し、「アメリカ人なら誰でも答えられる質問」を全ての将兵に訊くという方策が採られたとき、彼は「イリノイ州の州都は?」と訊かれ、正しくスプリングフィールドと答えたにもかかわらず、質問した兵士が正解をシカゴだと思い込んでいたために、一時拘留・軟禁されたという話が伝わっているが、これは事実である。
一説には、彼は「ミッキーマウスのガールフレンドは？」あるいは「今年のワールド・シリーズの勝者は？」に答えられなかったとも言われるが、これらに関してはそれを証明する史料は存在しない。

## 戦後

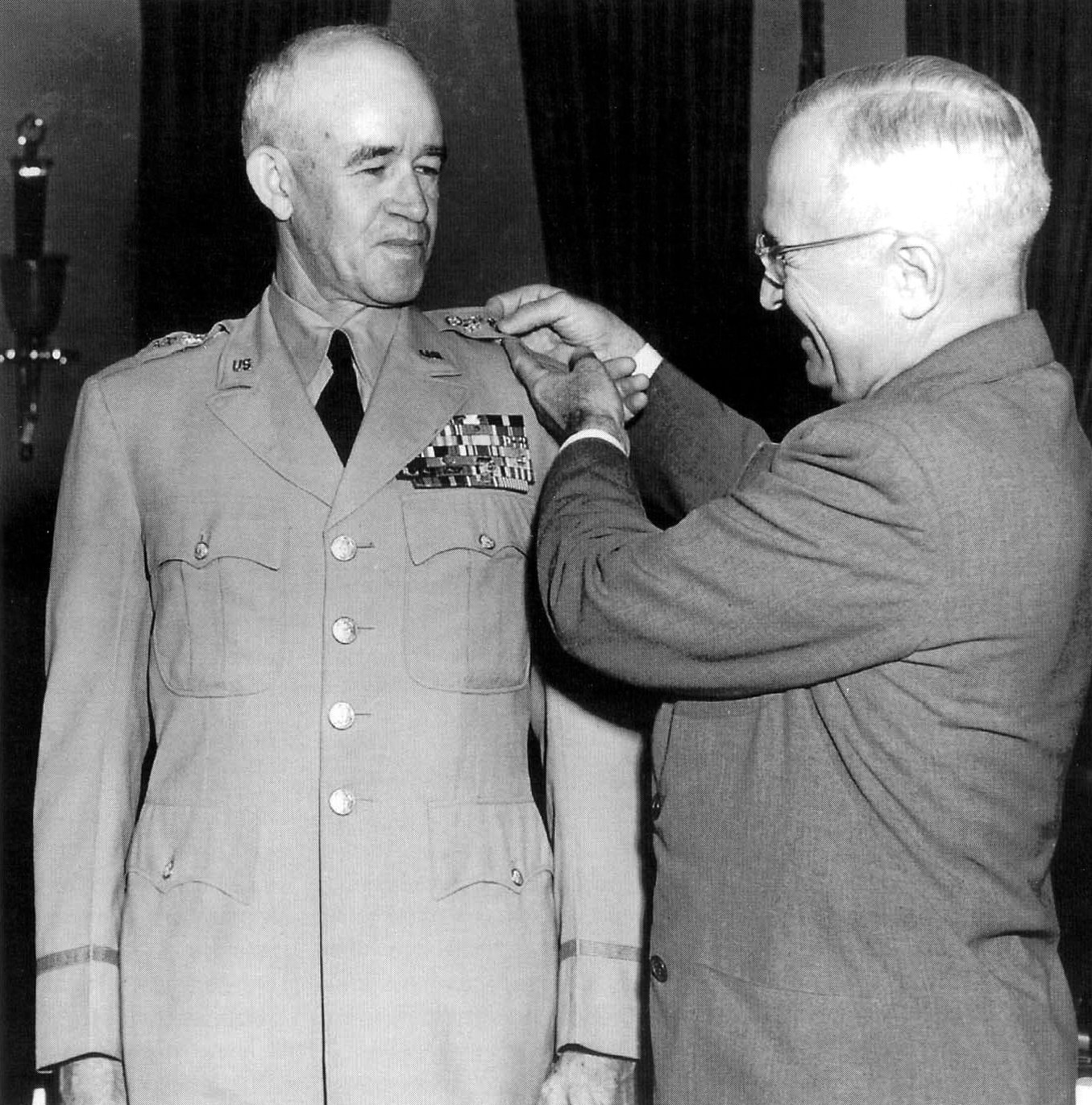
ハリー・S・トルーマン大統領に元帥の階級章を付けてもらうブラッドレー

ブラッドレーは戦後2年間復員軍人局を率い、健康管理システムの改善と、帰還兵が復員兵援護法によって教育援助を受けることに関して尽力した。
1948年には、アイゼンハワ－の後をうけ陸軍参謀総長となる、1949年8月11日には統合参謀本部の初代公式議長に就任した。
1950年6月18日、ジョンソン国防長官とともに来日。翌日、ダグラス・マッカーサーと会談し、防衛体制、日本基地の維持を検討した。6月23日に離日。同年9月22日に彼は陸軍元帥に昇進した。彼は五番目の陸軍元帥で、そして最後の元帥であった。
1950年に彼はNATO軍事委員会の初代委員長に就任した。1953年8月まで委員職を務め、その間に様々な役職に就任した。
統合参謀本部議長としてブラッドレーは国防総省の朝鮮戦争担当当局者であった。彼は戦争における主要な軍事政策を司り、北朝鮮を占領することで朝鮮半島から共産勢力を排除するというトルーマン大統領の当初案を支持した。1950年末に中国人民解放軍が侵攻を始めアメリカ軍が後退したとき、ブラッドレーは北朝鮮の封じ込めに同意した。その封じ込めは21世紀まで継続している。ブラッドレーは戦争の継続を主張したマッカーサーの解任をトルーマンに説得し、マッカーサーは更迭された。
議会証言でブラッドレーはマッカーサーを強く非難した。トルーマンが1951年4月にマッカーサーを解任した後、ブラッドレーは議会で「共産中国は世界を支配しようとするほど強大な国ではない。率直に言って統合参謀本部の意見では、この戦略は我々を間違った時に間違った場所で間違った相手との間違った戦争に巻き込むだろう」と語った。

### 退役
ブラッドレーは退役後、民間での様々な役職に就任した。1958年から73年までブローバ社の取締役会長を務める。ＭＧＭの役員も勤めたが、プロキシーファイトによる支配権を巡り1968年の株主総会で大荒れに荒れた際、「何故300しか株式を持っていないのか（ＭＧＭは赤字だったので損をしたくないのでは、との揶揄）」と株主から尋ねられ「少数株主であることに誇りを持っています。私は人生の大半を給料の低い国家に仕えてきました」と答えている。
回想録『一兵士の物語（A Soldier's Story）』は1951年に出版された。その中で彼はモントゴメリーの1945年のバルジの戦いに関するクレームへの反論を行っている。晩年はテキサス州フォートブリスのウィリアム・ボーモント陸軍医療センターの敷地内の特別邸宅で過ごした。
1965年12月1日に妻のメアリーが白血病で死去した。ブラッドレーは1966年9月12日にエスター・ドラ「キティ」ビューラーと出会い、彼女と再婚した。
彼はまたジョンソン大統領のベトナム戦争に関する顧問団の一員でもあった。彼はタカ派であり、ベトナムからの撤退に強く反対した。
1970年、映画『パットン大戦車軍団』のアドバイザーを務めた。同作はブラッドレー（カール・マルデン演）を通して見たパットンの様子が描かれた。パットンの攻撃性と勝利への意志に感嘆しながらも、エゴイズムと好戦性を批判的に描いている。ブラッドレー自身の描写は、ドイツの情報将校からその控えめぶりを「司令官で珍しい」と賞賛されている。
1977年1月10日、ブラッドレーはフォード大統領から大統領自由勲章を授与された。

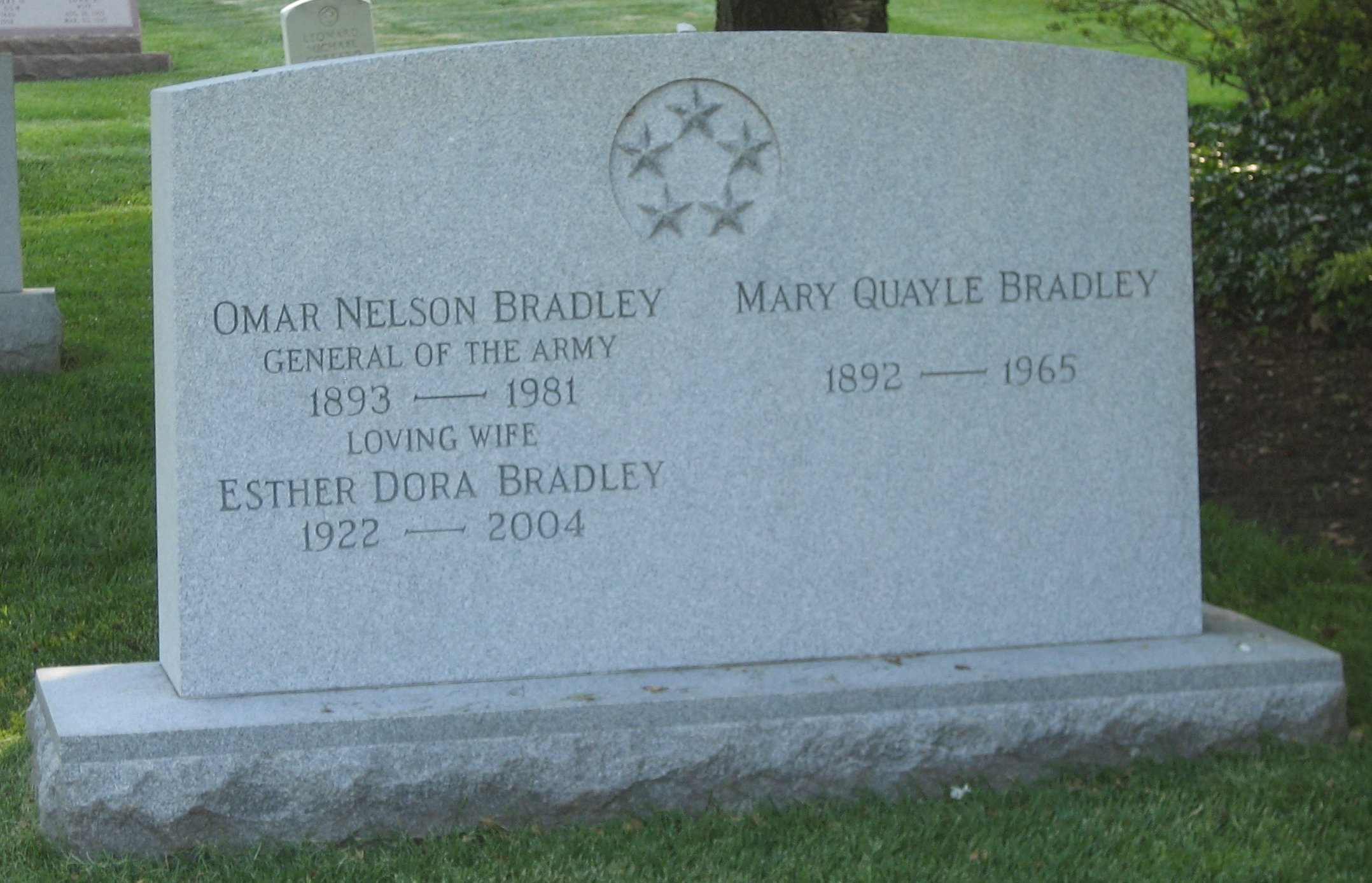
アーリントン国立墓地のブラッドレーの墓石

オマール・ブラッドレーは1981年4月8日にニューヨークで心不整脈のため、国立社会科学研究所から受賞した僅か数分後に死去した。バージニア州のアーリントン国立墓地で二人の妻の横に埋葬された。死後、自叙伝『A General's Life: An Autobiography』が1983年に出版された。
アメリカ陸軍のM2歩兵戦闘車は彼の功績を称えて「ブラッドレー」の愛称が付けられた。故郷のミズーリ州モバリーは、因んだ図書館と博物館の建設を計画している。2000年5月5日に郵便公社は「Distinguished Soldiers」シリーズの1つとして彼の切手を発行した。

## 人物
- ブラッドレーは大の競馬ファンで、余暇の多くはカリフォルニア州の競馬場を訪れ、しばしば優勝トロフィーの贈呈を行った。また、生涯スポーツファンであり、特に大学フットボールに関心を寄せていた。
- ニューヨークのウェスト・ポイント・ロッジNO877に所属するフリーメイソンだった[13]